# Eccleston, Cheshire
Eccleston är en by i civil parish Eaton and Eccleston, i distriktet Cheshire West and Chester, i Storbritannien. Den ligger i grevskapet Cheshire och riksdelen England, i den södra delen av landet, 260 km nordväst om huvudstaden London. 
Den blev 1 april 2015 en del av den nybildade Eaton and Eccleston och Dodleston civil parish. Civil parish hade 184 invånare år 2001. Byn nämndes i Domedagsboken (Domesday Book) år 1086, och kallades då Eclestone.